# Kougoumti (Alme)
Pour les articles homonymes, voir Kougoumti.
Kougoumti (Alme) est un village autonome de la commune de Mayo-Baléo situé dans la région de l'Adamaoua et le département du Faro-et-Déo, à proximité de la frontière avec le Nigeria.

## Population
Lors du recensement de 2005, le village comptait 390 personnes, 191 de sexe masculin et 199 de sexe féminin.